# نینا مقدم

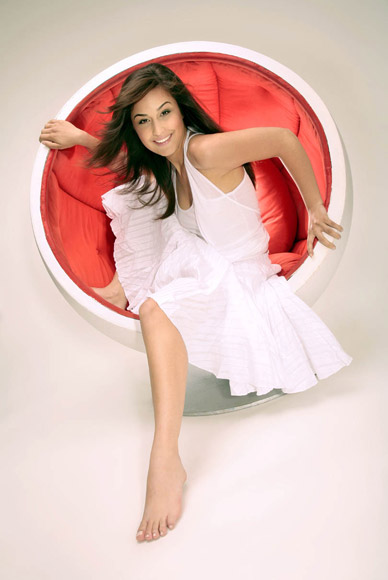
نینا مقدم در ۱ مه ۲۰۰۷

نینا مقدم (زادهٔ ۲۷ دسامبر ۱۹۸۰ در مادرید، اسپانیا) یک مجری تلویزیونی در شبکهٔ آرتی‌ال آلمان است. پدر و مادر نینا هر دو ایرانی هستند و زمانی که در سال ۱۹۸۰ در تعطیلات در شهر مادرید، اسپانیا بسر می‌بردند نینا به‌دنیا آمد. او در شهر کلن، آلمان بزرگ شده است.
او به ۵ زبان فارسی، آلمانی، انگلیسی، فرانسوی و چینی تسلط دارد و با زبان اسپانیایی تا حدودی آشنایی دارد.

## زندگی‌نامه
نینا مقدم در تاریخ ۲۷ دسامبر ۱۹۸۰ میلادی (‎۶ دی ۱۳۵۹ خورشیدی) در حالی که پدر و مادرش در تعطیلات در مادرید، اسپانیا بسر می‌بردند سریع‌تر از زمان طبیعی، یعنی در ۷ ماهگی بارداری مادرش در بیمارستانی در همان شهر به‌دنیا آمد. پدر و مادر وی هر دو اهل ایران هستند و در آلمان زندگی می‌کنند.
پس از به‌دنیا آمدن نینا، آن‌ها به آلمان بازمی‌گردند و نینا دوران مدرسه و دبیرستان خود را در آلمان به پایان می‌رساند.
او از کودکی به خوانندگی علاقه داشت اما در سنین نوجوانی به حرفهٔ مجری‌گری علاقه پیدا کرد و در سال ۲۰۰۲ توانست در یکی از برنامه‌های تلوزیونی شبکهٔ آرتی‌ال آلمان به نام «TOGGO» مجری شود.
از سال ۲۰۰۶ او به عنوان داور در برنامه‌های مختلف استعدادیابی شبکهٔ آرتی‌ال نیز فعالیت می‌کند.
او دارای مدرک کارشناسی زبان چینی است.